# Kuzniecowskaja (rejon charowski)
Kuzniecowskaja (ros. Кузнецовская) – wieś w Rosji, w rejonie charowskim obwodu wołogodzkiego. W 2002 r. liczyła 4, a w 2021 r. 2 mieszkańców.